# Codex Ephraemi Rescriptus
Il Codice di Efrem, o Codex Ephraemi Rescriptus (Parigi, Bibliothèque Nationale 9; Gregory-Aland no. C o 04) è un manoscritto su pergamena del V secolo della Bibbia in greco onciale (maiuscolo). Nel XII secolo il testo biblico fu cancellato dal codice per permettere di trascrivere traduzioni di trattati del teologo Efrem il Siro, ma in seguito è stato possibile recuperarlo.

## Descrizione
Il codice conta attualmente 209 fogli che misurano circa 33 per 27 cm ciascuno. Il testo è su una sola colonna per pagina e 40-46 linee per colonna. Lo scriba non inserì né spiriti, né accenti, ma solo qualche apostrofo. Ciascun periodo è concluso da un punto. Sono frequenti lettere evidenziate, come per il Codex Alexandrinus.

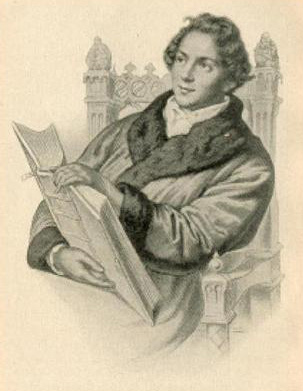
Tischendorf in 1841

Nel codice originariamente era contenuta l'intera Bibbia. Oggi si conservano 64 fogli dell'Antico Testamento contenenti quasi tutto Qoelet, frammenti del Cantico dei Cantici e dei Proverbi, parte del Siracide e della Sapienza. Del Nuovo Testamento (145 fogli in tutto) rimangono porzioni di tutti i libri, eccetto della Seconda lettera ai Tessalonicesi e della Seconda lettera di Giovanni.
Dopo la presa di Costantinopoli da parte dei turchi ottomani nel 1453, il codice fu portato a Firenze. Caterina de' Medici lo portò in Francia come parte della sua dote matrimoniale, e attualmente è conservato nella Biblioteca nazionale di Francia a Parigi.
La cancellatura dell'originale testo biblico è stata fortunatamente incompleta, e con l'aiuto di alcune moderne tecnologie (reagenti chimici, poi fotografia ultravioletta) è stato possibile recuperare l'intero testo, contenente sia l'Antico Testamento che il Nuovo Testamento. La prima trascrizione del Nuovo Testamento fu realizzata da Wetstein nel 1716. L'esame del testo del Nuovo Testamento fu perfezionato nel 1834 dal Fleck. Konstantin von Tischendorf studiò nel 1843 ancora il Nuovo Testamento, e nel 1845 pubblicò l'Antico Testamento del codice.

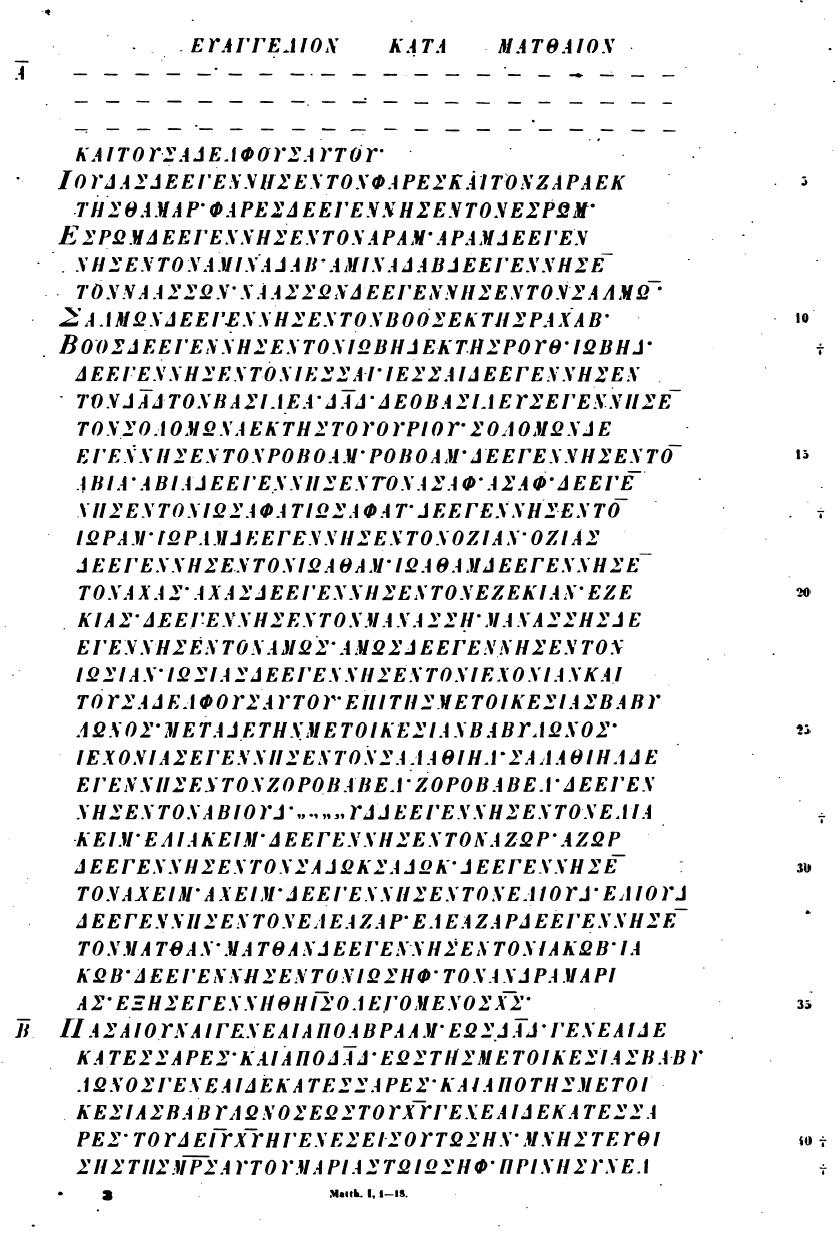
Matt. 1,2-18 (Tischendorf facsimile)

## Critica testuale
Il manoscritto manca della Pericope dell'adultera (Vangelo secondo Giovanni 8,1-11) ma contiene Matteo 16,2b-3.